# Gelasma dissimulata
Gelasma dissimulata là một loài bướm đêm trong họ Geometridae.